# 魔域桃源
《魔域桃源》（英語：The Other Side of the Horizon）是香港電視廣播有限公司製作的古裝武俠電視劇，全劇共20集，監製李惠民。
此劇於1985年11月，1987年9月，1992年9月在翡翠台，2013年2月25日在TVB星河頻道重播。

## 劇集簡介
魔域桃源這個題材應該脫胎於陶淵明的《桃花源記》。但影片本身更注重於邪非至邪、正非常正的道理，構架和《倚天屠龍記》頗為類似。
影片中的關於「魔域」的武功描寫比較奇幻，甚至有些怪力亂神的味道，在那個年代可說是比較另類的。

## 劇情簡介
明朝永樂年間，江湖上出現了一個「魔域」。「魔域」所到之處，生靈塗炭、民不聊生。
武當為消滅「魔域」，派出了精銳弟子突襲，但反而鎩羽而歸。為推卸失敗的責任，掌門無塵子將一切過失歸咎於傅青雲 ( 劉德華飾 )、慕容白 ( 吳啟華飾 ) 兩弟子。兩人於是遭到整個武林正道的追殺，最終不得不投靠「魔域」。不過整事件原來是一場苦肉計，傅青雲和慕容白兩人實際上是武當派潛入「魔域」的臥底，
傅青雲和慕容白二人進入「魔域」後，發現「魔域」不僅不是魔域，而且完全是一個世外桃源。慕容白為完成武當派的任務，挑撥「魔域」內部自相殘殺。而傅青雲則因為被無塵子所騙，令「魔域」首領傅千山喝下了毒酒。「魔域」最終為武林數大名門正派所消滅。事後，傅青雲對自己令到「魔域」滅亡懊悔不已。
然而，令傅青雲想不到的是，傅千山竟是自己的親生父親。而當他前往詢問無塵子時，又錯手將正與慕容白拚鬥的無塵子殺死。這一切，令原本是「武當少俠」的傅青雲變成了「魔域之子」。而慕容白則繼任武當掌門，之後又殺死了因毒發而武功盡失的傅千山。傅青雲和慕容白兩個本是情同手足的兄弟，現在成了死敵，武林亦陷入一連串腥風血雨之中……

## 演員表
- 劉德華 飾 傅青雲
- 趙雅芝 飾 唐琪
- 吳啟華 飾 慕容白
- 周秀蘭 飾 楚煙寒
- 黃允材 飾 莫不痴
- 呂有慧 飾 林芷君
- 楊澤霖 飾 傅千石
- 朱鐵和 飾 無塵子
- 石　堅 飾 傅千山
- 上官玉 飾 雪山派掌門
- 劉淑儀 飾 白蝶儿
- 何禮男
- 歐陽震華 飾 武當弟子陳玄生（無塵子私生子）
- 曾瑋明
- 吳鎮宇 飾 桃源獄卒 / 武當弟子/ 平民
- 孫季卿
- 劉文俊 飾 桃源守衛 / 華山派弟子
- 陳勉良 飾 華山派弟子
- 石魏雲
- 麥子雲 飾 武當弟子
- 關灼元 飾 武當弟子
- 吳博君 飾 武當弟子/掌門
- 何廣倫 飾 少林大師
- 張英才 飾 少林靜音大師
- 劉青雲
- 黃志偉
- 梁少秋
- 陳狄克
- 梁珊
- 潘宏彬 飾 札札哈爾
- 徐廣林 飾 青城派掌門

## 影碟發行
以下所有影碟發行均由電視廣播(國際)有限公司授權：
香港發行代理商現代音像(國際)有限公司於2001年推出發行了《魔域桃源》VCD影碟零售版本，此影碟將已播放的集數並製作成12隻碟作為片段完整及無刪剪版本，每隻碟跟電視劇的每集片長約60分鐘一樣，設有粵語及國語發音版本並配上繁體中文字幕。
台灣發行代理商弘音多媒體科技股份有限公司於2007年推出發行了《魔域桃源》DVD影碟零售版本，此影碟燒錄VCD香港版的12隻碟作為集數，共3隻碟，設有粵語及國語發音版本並配上非隱藏繁體中文字幕。

## 獎項
- 第一集獲「紐約國際電影電視節」銀牌[1]